# The Treasures Within
The Treasures Within – drugi album szwedzkiego zespołu death metalowego Merciless. Wydany w 1992 roku, oraz w 2003 roku przez Black Lodge Records wzbogacony o dwa dodatkowe utwory. 

## Lista utworów
1. „Branded by Sunlight” – 4:37
2. „Mind Possession” – 4:10
3. „Darkened Clouds” – 3:23
4. „The Book of Lies” – 4:38
5. „Perish” – 4:16
6. „Shadows of Fire” – 4:24
7. „Lifeflame” – 4:16
8. „Act of Horror” – 2:28
9. „The Treasures Within” – 4:22
10. „Dying World” – 4:13

### Dodatkowe utwory w reedycji
11. „Nuclear Attack” – 4:01
12. „Book of Lies (demo version)” – 2:35

## Twórcy
- Erik Wallin – gitara elektryczna
- Roger "Rogga" Pettersson – wokal
- Fredrik Karlén – gitara basowa
- Peter Stjärnvind – perkusja